# Bulbophyllum hoyifolium
Bulbophyllum hoyifolium är en orkidéart som beskrevs av Jaap J. Vermeulen. Bulbophyllum hoyifolium ingår i släktet Bulbophyllum och familjen orkidéer. Inga underarter finns listade i Catalogue of Life.